# بوينغ
شركة بوينغ (بالإنجليزية: The Boeing Company)‏ هي شركة أمريكية متعددة الجنسيات لصناعة الطائرات، يقع مقرها في مدينة شيكاغو، بينما توجد مصانعها بالقرب من مدينة سياتل. تأسست الشركة في 15 يوليو 1916 على يد وليام بوينغ.
تعد شركة بوينغ في الوقت الحاضر من أكبر الشركات العملاقة في العالم خصوصاً بعد اندماجها مع شركة تصنيع الطائرات ماكدونال دوغلاس عام 1997. أنتجت بوينغ عدد من الطائرات منها المدنية مثل بوينغ 747 ومنها العسكرية مثل بي 52، ولا يجرؤ على منافستها في سوق الطيران المدني والعسكري إلا شركة إيرباص المملوكة للمجموعة الأوروبية.
تحظى شركة بوينغ بدعم لا محدود من قبل الحكومة الأمريكية، وكان مقر الشركة وقاعة الإنتاج الضخمة التي فيها هي المكان الذي اختاره الرئيس الأمريكي جورج دبليو بوش لإلقاء خطابه الشهير حول الطيران عام 2003 بمناسبة مرور 100 عام على أول طيران نفذه الأخوان رايت والذي تعهد فيه ببقاء الولايات المتحدة الدولة التي سوف تقود العالم في حقل الطيران خلال المائة العام القادمة، كما كان عليه الحال في القرن العشرين.

## تاريخ

### قبل عام1930
في مارس من عام 1910 اشترت بوينغ حوض بناء السفن وليام هيث في سياتل-واشنطن، والذي أصبح فيما بعد مصنع أول طائرة. تأسست بوينغ في سياتل على يد وليام بوينغ في تاريخ 15 يوليو 1916، درس وليام بوينغ في جامعة ييل وعمل في البداية في صناعة الأخشاب، حيث أصبح من الأثرياء واكتسب المعرفة عن الهياكل الخشبية. وهذه المعرفة لا تقدر بثمن لدورها في نهضة الطيران. وبقيت الشركة في سياتل للاستفادة من الإمدادات المحلية من خشب شجرة التنوب.

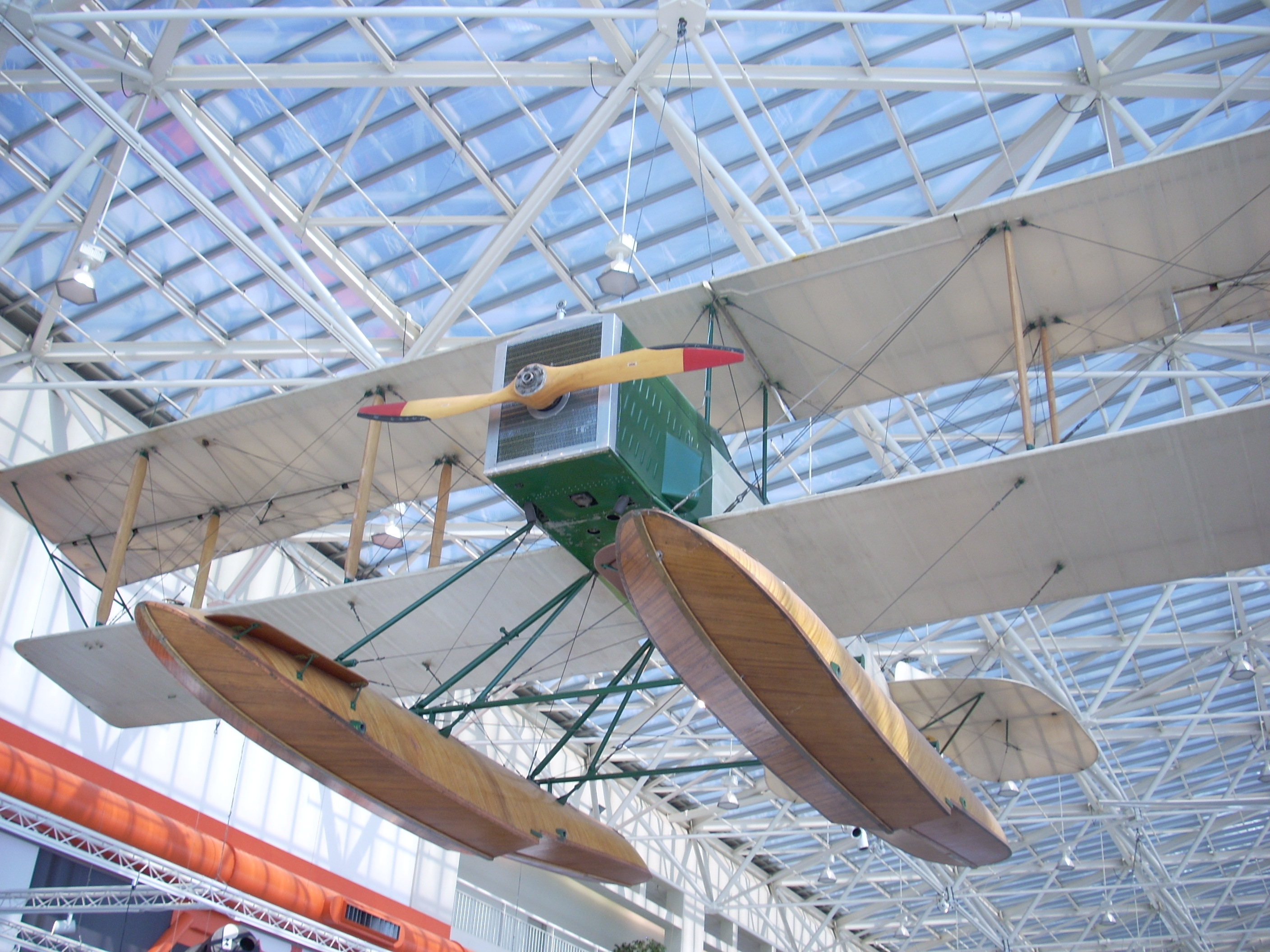
مجسم لأول طائرة بوينغ موجودة في متحف الطيران والفضاء الوطني

أسس وليام بوينغ شركته بعد شهر من الرحلة الأولى في 15 يونيو بواحدة من طائرتين مائيتين بنيتا بمساعدة جورج كونراد، وهو مهندس في البحرية الأمريكية. قررت شركة بوينغ وكونراد بناء طائرة مائية بعد تجربتها وملاحظة أنه هنالك أمل بمستقبل أفضل للطائرات فكثير من طائرات البوينغ في وقتنا الحالي كانت طائرات مائية، عند هذه النقطة بنيت طائرات بوينغ وجمعت في حوض على ضفاف بحيرة في سياتل.
يوم 9 مايو 1917 أصبحت الشركة تعرف باسم «شركة بوينغ للطائرات». في أواخر 1917 دخلت الولايات المتحدة الحرب العالمية الأولى وكانت تعلم بوينغ أن البحرية الأمريكية بحاجة للتدريب على الطائرات المائية، لذا تم إرسال طائرتي بوينغ حديثتي الصنع لخدمة القوات البحرية إلى ولاية فلوريدا. أعجبت البحرية بهذا النوع من الطائرات، لذلك طلبوا خمسين طائرة منها فنقلت شركة بوينغ عملياتها إلى منشأة بناء سفن أكبر من السابقة.
عندما انتهت الحرب العالمية الأولى عام 1918، فاض عدد كبير من طائرات البحرية في الأسواق وعرضت بأسعار زهيدة، ومُنعت شركات الطيران مثل بوينغ من بيع أي طائرات جديدة، ولذلك توقفت العديد من شركات الطيران عن العمل، ولكن قليل منها بما فيها شركة بوينغ، بدأت ببيع منتجات أخرى, كإكسسوارات بوينغ، عدادات، وأثاث، بالإضافة إلى قوارب بحرية.
في عام 1919 قامت طوافة بحرية من طراز بوينغ ب-1 بالطواف بأول رحلة لها. وكانت الطوافة تستوعب قائد واحد وراكبين وبريد. سيّرت بوينغ على مدى ثماني سنوات رحلات البريد الجوي الدولي من سياتل وواشنطن إلى فيكتورياو كولومبيا البريطانية. وفي 24 مايو 1920 حلقت بوينغ-8 بأول رحلة لها وكانت هذه أول طائرة تحلق فوق جبل رينييه.
في عام 1923، بدأت شركة بوينغ منافستها ضد شركة كيرتس للحصول على عقد لتطوير مقاتلة لخدمة سلاح الجو الأمريكي على الرغم من انتهاء كيرتس لتصميمها الأول وحصولها على العقد.
في عام 1925 تم بناء طائرة بوينغ من طراز الطائرة إي-40 لحكومة الولايات المتحدة بهدف خدمة البريد الجوي. وفي عام 1927 تم صناعة طائرة محسنة منها. وفاز هذا الطراز بعقد لتسليم البريد بين سان فرانسيسكو وشيكاغو.
وفي نفس العام، تم إنشاء شركة طيران بوينغ للنقل الجوي التي اندمجت فيما بعد مع شركة خطوط فيرجن أتلانتيك الجوية. وكان تسليم أول بريد جوي لهذا التحالف في 1 يوليو 1927. غيرت الشركة اسمها إلى الخطوط الجوية المتحدة في عام 1929.
في 27 يوليو 1929 انطلقت طائرة تابعة لبوينغ بثلاثة محركات تنقل 12 راكباً بأول رحلة لها، وكانت أول طائرة بوينغ تُصنع بهدف محدد وهو نقل الركاب.
ومنها انطلقت مسيرة بوينغ بصناعة طائرات حربية وطائرات بريد وطائرات لنقل المسافرين.

### 1958
في عام 1958 بدأت بوينغ بتصنيع طائرات البوينغ 707 وأصبحت الولايات المتحدة الأمريكية أول مصنّع للطائرات التجارية النفاثة في العالم، ومع بوينغ 707 ذات الأربعة محركات و156 راكب، أصبحت الولايات المتحدة رائدة في مجال تصنيع الطائرات التجارية, وبعد سنوات قليلة أنتجت بوينغ نسخة ثانية من هذه الطائرة وهي بوينغ 720، التي كانت أسرع بقليل من الأولى ولكن مداها أقصر.

### الستينيات
اشترت بوينغ شركة فيرتول للطيران سنة 1960، وسميت بتقسيم فيرتول في بوينغ.
في ديسمبر 1960 أنتجت بوينغ الطراز بوينغ 727 والتي دخلت السوق التجاري بعد نحو ثلاث سنوات من إنتاجها, وكانت 727 الطائرة التجارية الأولى التي تعدت مبيعاتها إلى أكثر من 1500 طائرة.
في عام 1967 أدخلت بوينغ طائرة البوينغ 737 (قصيرة-متوسطة المدى) ذات المحركين الاثنين. وقد أصبحت منذ ذلك الحين الطائرة النفاثة التجارية الأكثر مبيعاً في تاريخ الطيران, وما زالت بوينغ 737 تصنع لغاية الآن مع إدخال تحسينات مستمرة كما وضعت إصدارات عدة منها لزيادة عدد المقاعد وطول المدى.
ومن جهة أخرى أحدثت صناعة بوينغ 747 تحول كبير في عالم الطيران عام 1968 والتي تمت صناعتها في مصنع ضخم في إيفرت قرب سياتل. وقامت الطائرة بأول رحلة لها في العام التالي, وقامت بأول رحلة تجارية في عام 1970, حيث كانت طائرة طويلة المدى بعدد مقاعد أكثر مما سبقها من طائرات.

### السبعينيات
نظراً للأوضاع الاقتصادية والضغوطات وركود سوق الطلب, ركدت مبيعات بوينغ لحد كبير مما أدى إلى خسارة فادحة للشركة وفصل أكثر من 80,000 موظف أي ما يقارب النصف.

### الثمانينيات

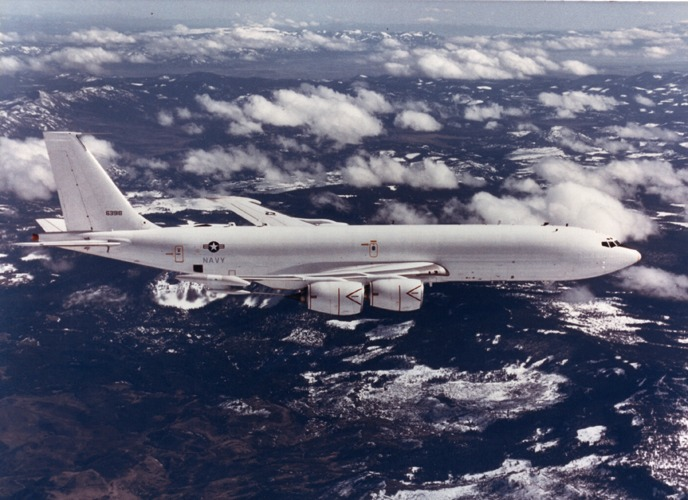
بوينغ إي-6 العسكرية التي أنشأتها شركة بوينغ للبحرية الولايات المتحدة

في عام 1983 بدأ الوضع الاقتصادي يتحسن، كما زادت حركة الملاحة الجوية ونقل الركاب، لكن المنافسة صعبة، خصوصاً مع شركة مثل إيرباص، الوافد الأوروبي في مجال تصنيع الطائرة التجارية. طورت بوينغ الطائرة بوينغ 757 ذات الممر الواحد، وطائرة البوينغ 767 ذات الممرين، وأصدرت تحديثات من البوينغ 737. وكان هنالك مشروع مهم لمكوك فضائيٍ والذي ساهمت فيه خبرة شركة بوينغ في مجال صواريخ الفضاء المكتسبة خلال عهد أبولو كما شاركت بوينغ أيضاً في غيرها من البرامج الفضائية كما كانت المقاول الأول لبرنامج محطة الفضاء الدولية.

### التسعينات
في أبريل 1994 صنعت بوينغ معظم الطائرات النفاثة التجارية الحديثة في ذلك الوقت، وصنعت كذلك البوينغ 777 ذات المحركين والتي تتسع لحوالي 300 راكب في تخطيطها النموذجي ذو الثلاث درجات، كما أصبحت الطائرة الأطول مدى بمحركين في العالم. وفي منتصف عام 1990 أصدرت الشركة النسخة المجددة ل737 والمعروفة باسم بوينغ 737 الجيل القادم، وأصبح هذا الإصدار الأسرع مبيعا من سلسلة طائرات 737 في التاريخ.
في عام 1997 اندمجت بوينغ مع ماكدونل دوغلاس تحت اسم شركة بوينغ, وبعد الاندماج تضمن شعار بوينغ, نوع بوينغ ونسخة مبسطة من رمز ماكدونيل دوجلاس، والتي كانت مستمدة من شعار الطائرات دوغلاس من السبعينات.

### العقد الأول من القرن الحادي والعشرين
تحول انتباه بوينغ إلى النماذج الجديدة والبسيطة، وذلك باثبات أن بوينغ 787 - أو كما تسمى بطائرة الأحلام - أصبحت خياراً مناسباً للغاية مع شركات الطيران حيث حصلت على عدد قياسي من الطلبات قبل إنتاجها, في الوقت الذي كانت تكافح ايرباص مع التأخير وتجاوز التكاليف في إنتاج طائرة إيرباص إيه 380 العملاقة، وفي الوقت نفسه هددت العديد من شركات الطيران بتبديل أوامر طلبيات طائرة إيرباص إيه 380 بطلبية بوينغ حديثة من بوينغ 747-8. لكن واجهت بوينغ 787 تأخيراً في الإنتاج, حيث ستسلم بحلول عام 2013.
في مايو 2005 أعلنت بوينغ عزمها اقامة مشروع مشترك مع حكومة الولايات المتحدة وهو إطلاق تحالف مع منافستها لوكهيد مارتن حيث ستكون الشركة الجديدة أكبر مزود لخدمات إطلاق الصواريخ للحكومة الأمريكية.

## نماذج طائرات بوينغ

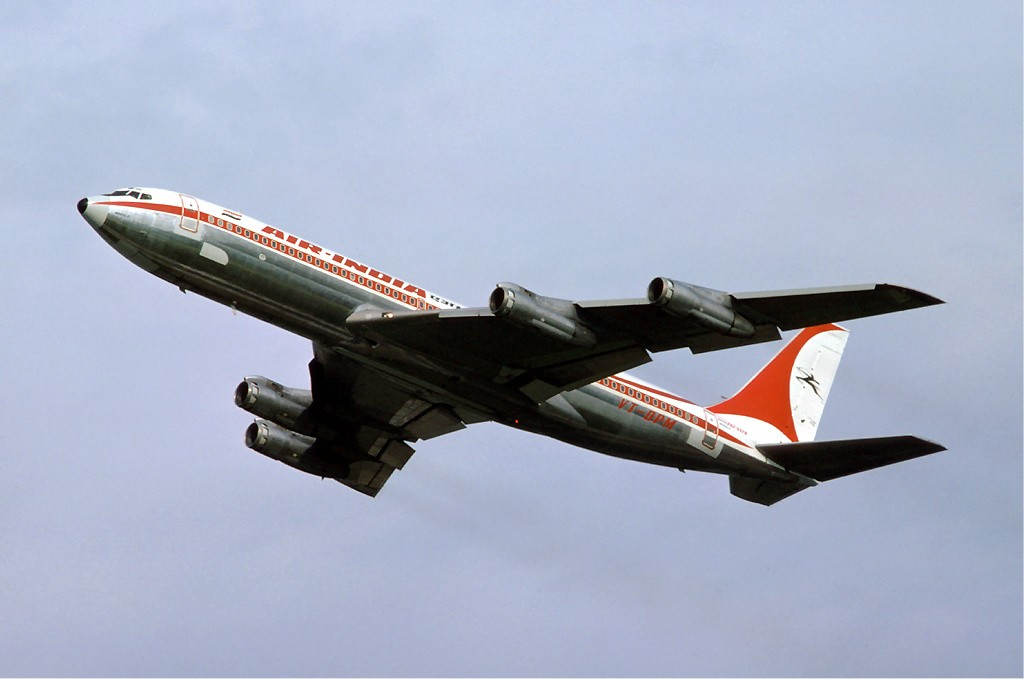
طائرة بوينغ 707 تابعة للخطوط الهندية

### بوينغ 707
- بوينغ 707: متوسط ضيق 4 محركات نفاثة وهي من أولى الطائرات التجارية لشركة بوينغ, بدأت العمل بأول رحلاتها بين الولايات المتحدة وأوروبا عام 1959, أوقف تصنيعها عام 1979

### بوينغ 720
- بوينغ 720: متوسط عريض 4 محركات نفاثة

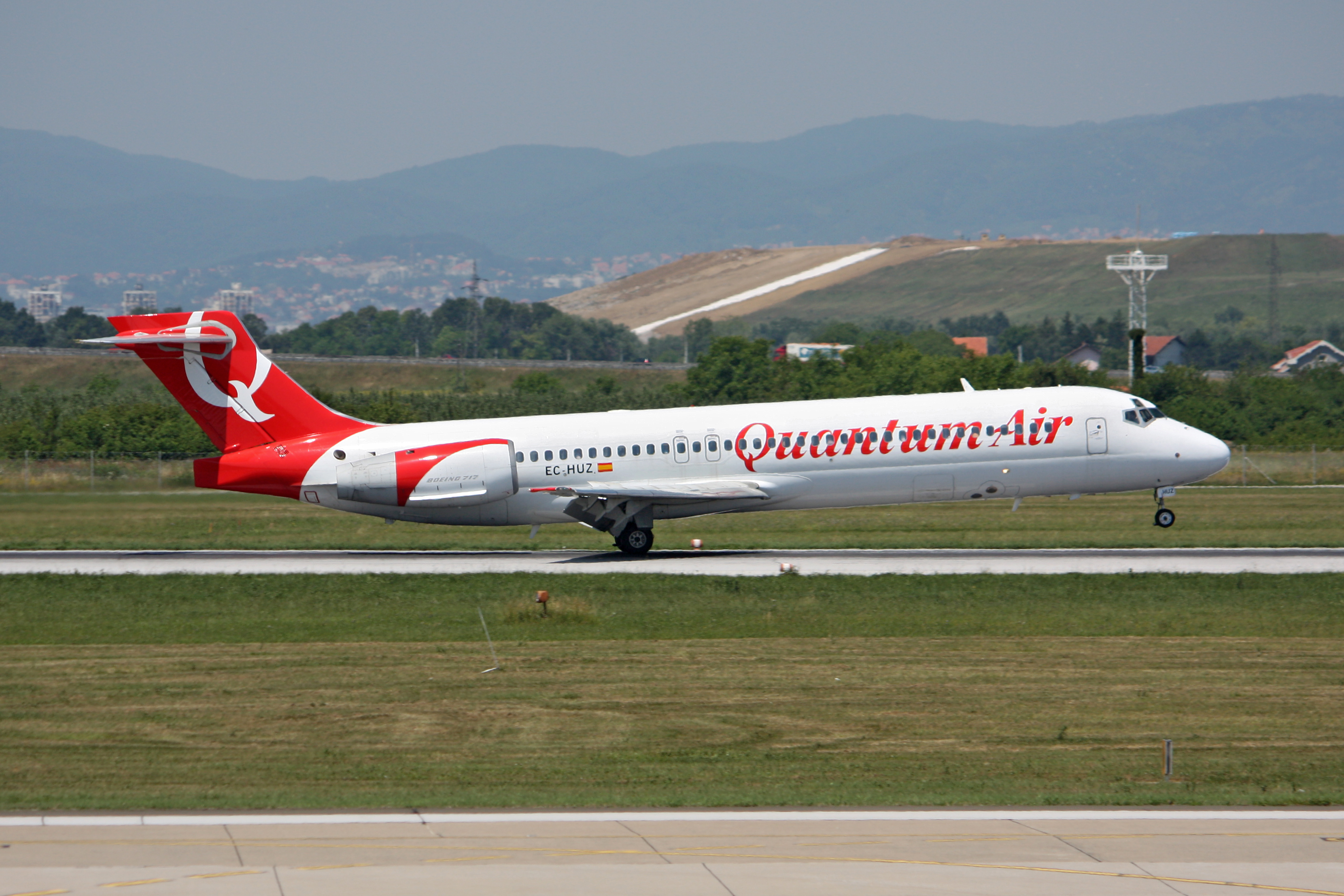
طائرة بوينغ 717

### بوينغ 717
- بوينغ 717-100: قصير ضيق 2 محركات نفاثة
- بوينغ 717-200: قصير ضيق 2 محركات نفاثة

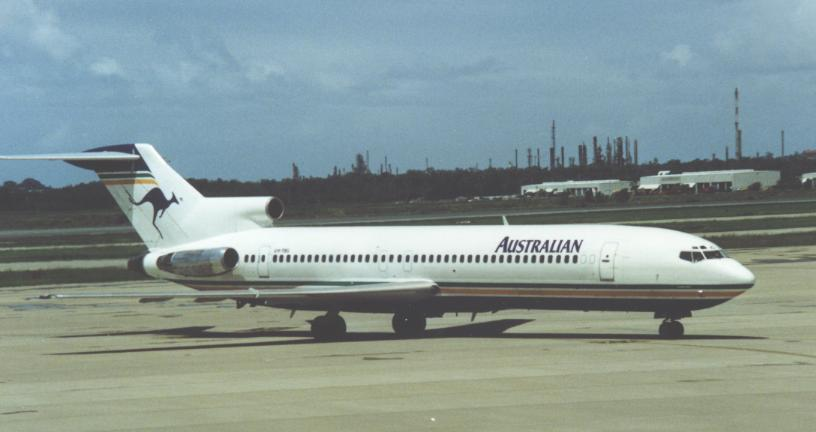
طائرة 727 تابعة للخطوط الوطنية الأسترالية

### بوينغ 727
- بوينغ 100-727: قصير ضيق 3 محركات نفاثة
- بوينغ 200-727: قصير ضيق 3 محركات نفاثة توقفت الشركة عن تصنيعها عام 1984 بعد أن تم تصنيع أكثر من 1800 طائرة منها

### بوينغ 737
وهنالك نوعان منها (100/200/300/400/500-737) و(600/700/800/900-737) وتختلف عن بعضها فقط في سنة الصنع.

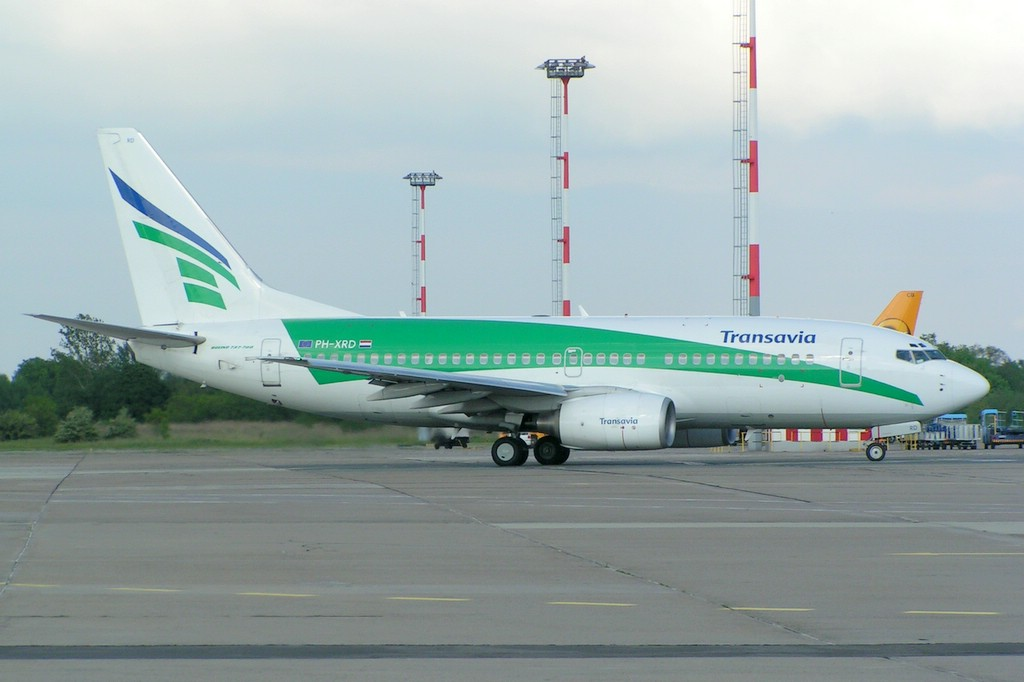
طائرة 737

- بوينغ 737-100: قصير ضيق 2 محركات نفاثة
- بوينغ 737-200: قصير ضيق 2 محركات نفاثة
- بوينغ 737-300: قصير ضيق 2 محركات نفاثة
- بوينغ 737-400: قصير ضيق 2 محركات نفاثة
- بوينغ 737-500: قصير ضيق 2 محركات نفاثة
- بوينغ 737-600: قصير ضيق 2 محركات نفاثة
- بوينغ 737-700: متوسط ضيق 2 محركات نفاثة
- بوينغ 737-800: متوسط ضيق 2 محركات نفاثة
- بوينغ 737-900: متوسط ضيق 2 محركات نفاثة
- بوينغ 737-max: متوسط ضيق 2 محركات نفاثة

### بوينغ BBJ
- بوينغ BBJ - 737: متوسط ضيق 2 محركات نفاثة

### بوينغ 747

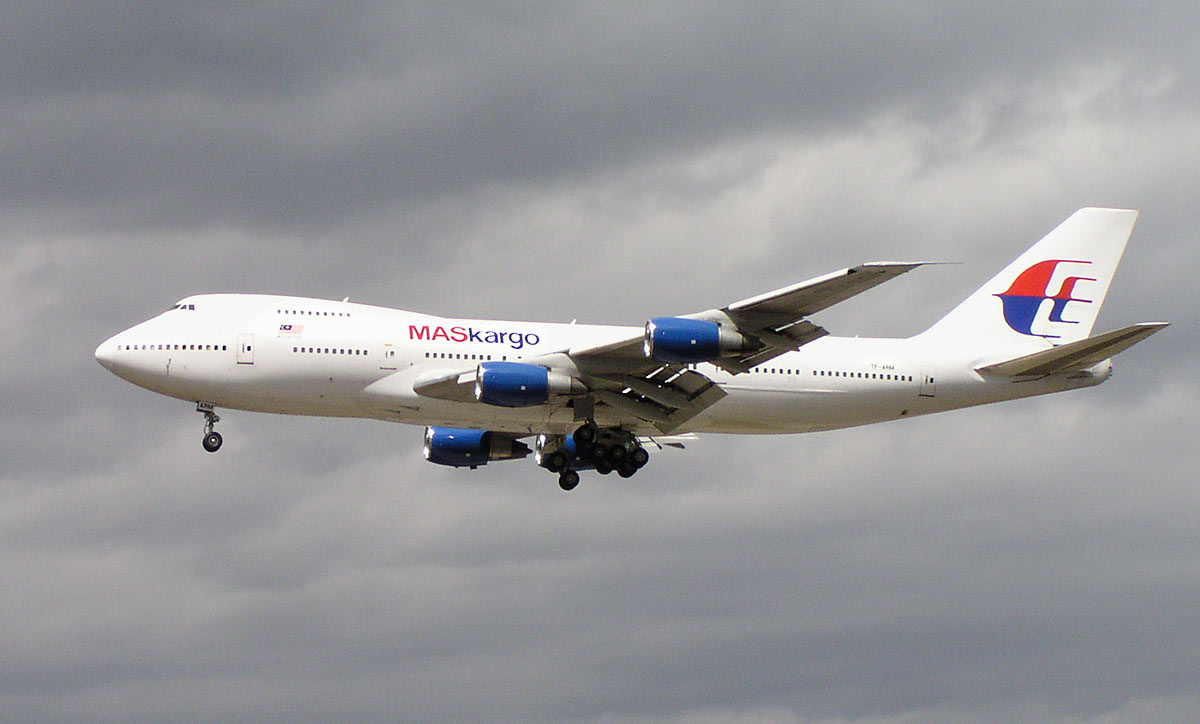
طائرة بوينغ 747 تابعة للخطوط الجوية الماليزية

حبث بدأت في العمل عام 1970 والفرق بين موديلاتها هو سنة الصنع وطول الطابق العلوي
- بوينغ 747-100: طويل عريض 4 محركات نفاثة
- بوينغ 747-200: طويل عريض 4 محركات نفاثة
- بوينغ 747-300: طويل عريض 4 محركات نفاثة
- بوينغ 747-400: طويل عريض 4 محركات نفاثة
- بوينغ 747- 8 طويل عريض 4 محركات نفاثة

### بوينغ 747 أس بي
- بوينغ 747 أس بي: طويل عريض 4 محركات نفاثة

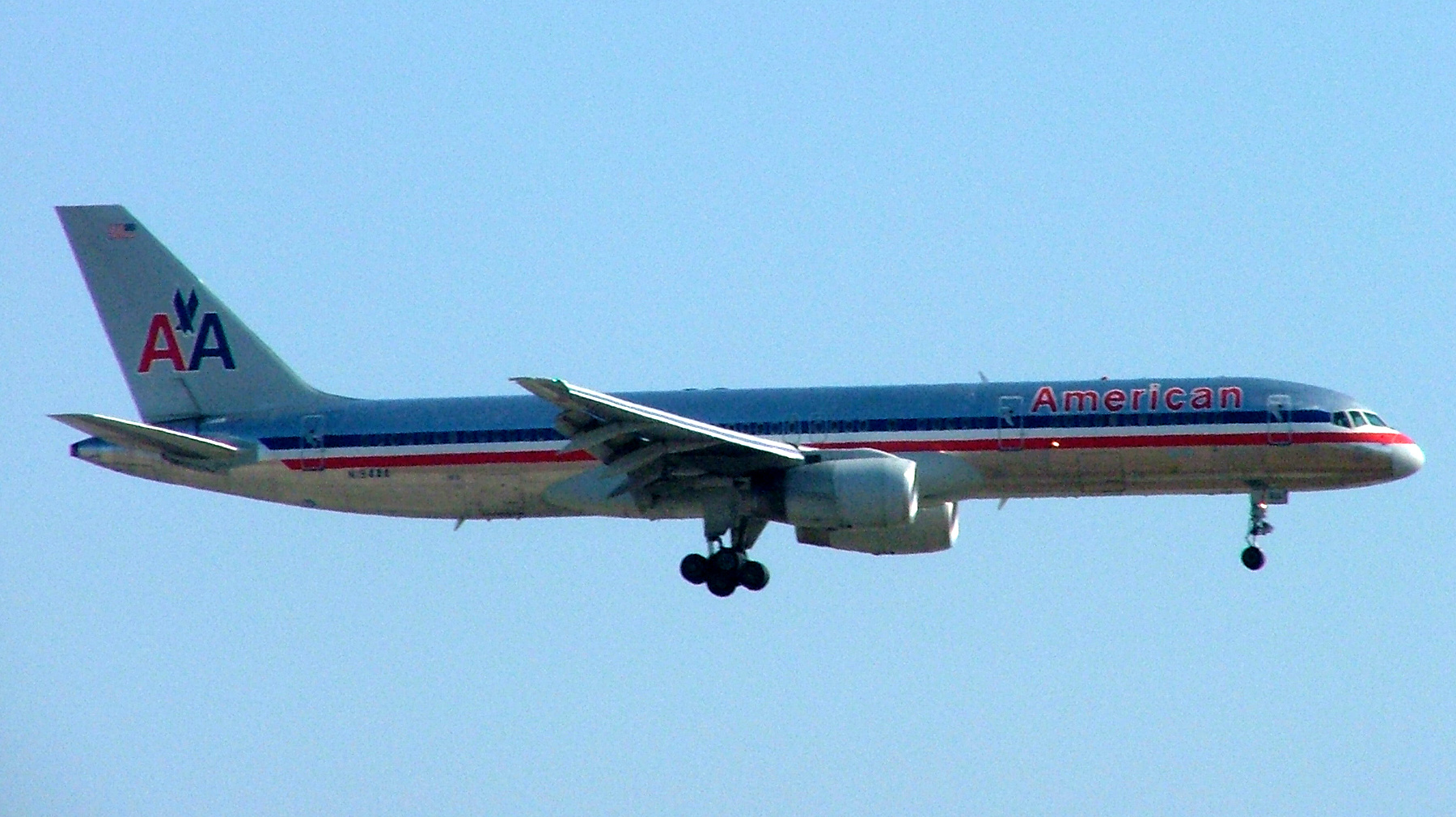
طائرة بوينغ 757 تابعة للخطوط الجوية الأمريكية

### بوينغ 757
- بوينغ 200-757: متوسط ضيق 2 محركات نفاثة
- بوينغ 300-757: متوسط ضيق 2 محركات نفاثة

### بوينغ 767

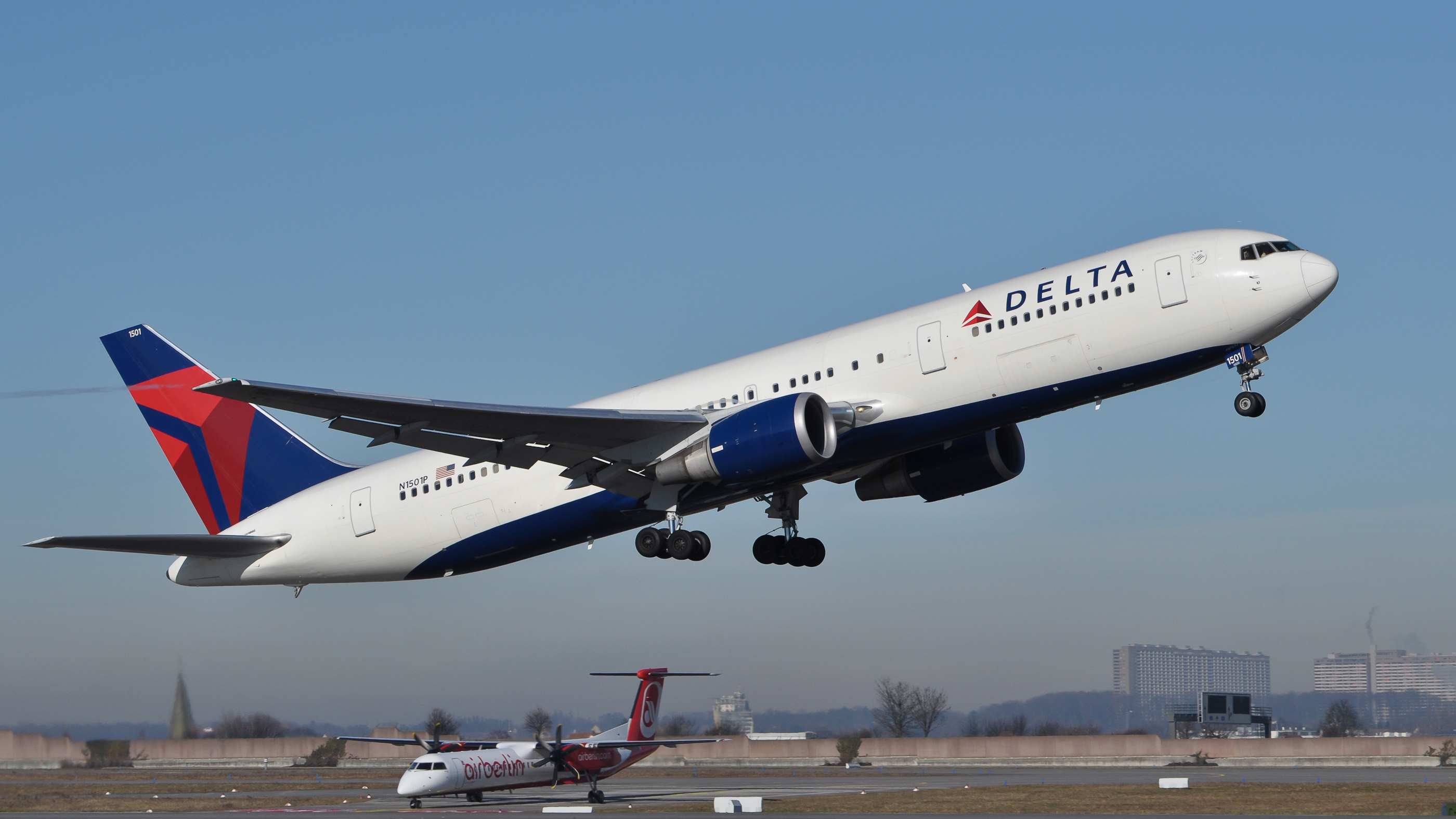
طائرة بوينغ 767 تابعة delta airlines

- بوينغ 767-200: متوسط عريض 2 محركات نفاثه
- بوينغ 767-300: متوسط عريض 2 محركات نفاثه
- بوينغ 767-400: طويل عريض 2 محركات نفاثه

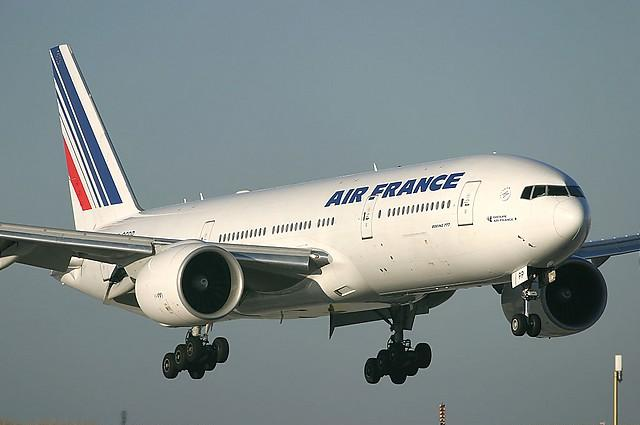
طائرة بوينغ 777 تابعة للخطوط الجوية الفرنسية

### بوينغ 777
تعتبر طائرة البوينغ 777 أكبر طائرة نفاثة في العالم ثنائية المحركات
- بوينغ 200-777: طويل عريض 2 محركات نفاثة
- بوينغ 300-777: طويل عريض 2 محركات نفاثة

### بوينغ 787

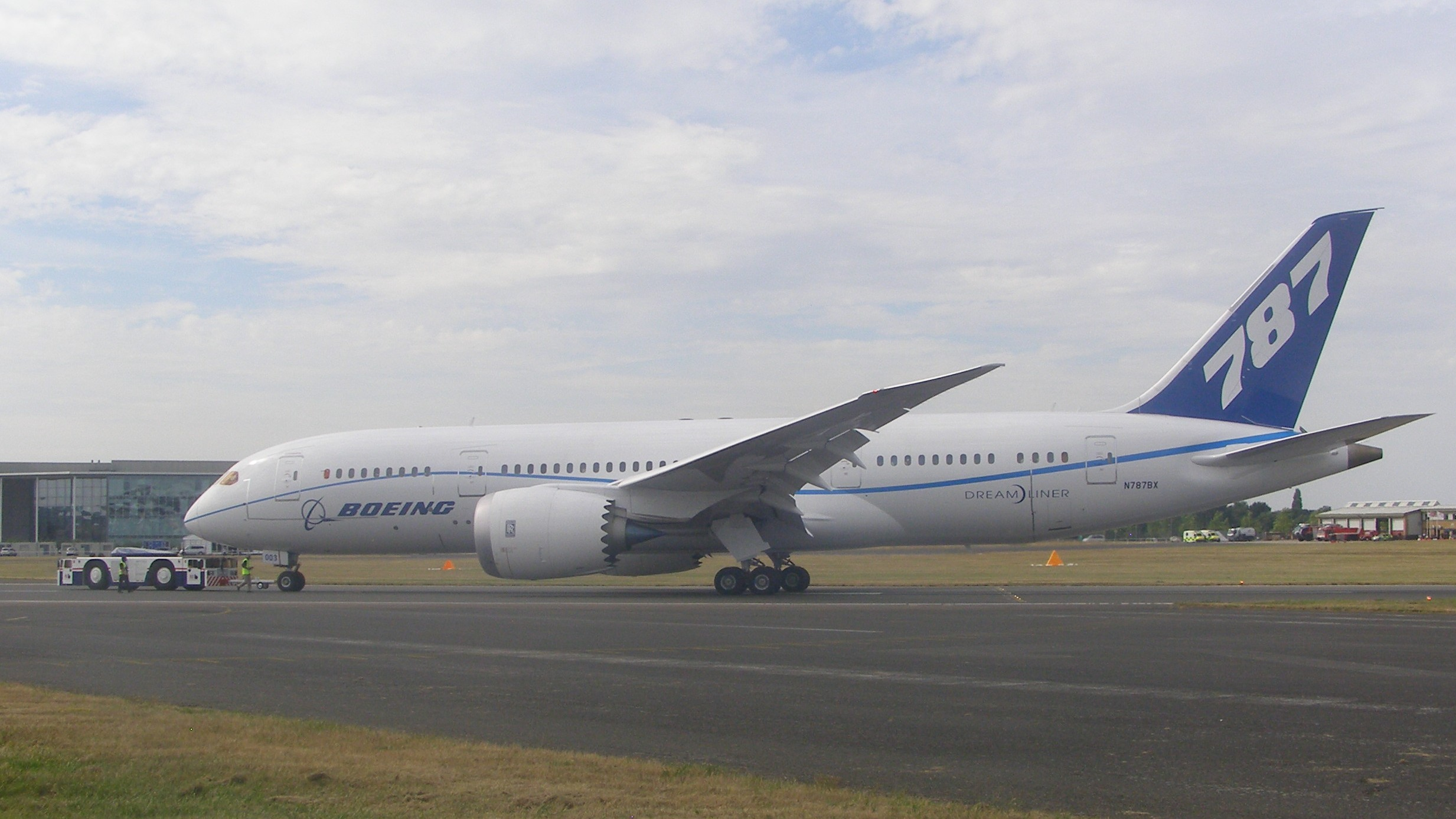
طائرة بوينغ 787 أثناء تجربتها

أو طائرة الأحلام Dream Liner: طويل عريض 2 محركات نفاثة
حتى عام 2005 كانت تلك الطائرة تعرف بـB 7E7. وبظهور نظريات.. أخرج الشكل النهائي لتصميم طائرة 787 بمقدمة أقل ميلانًا وذيل عادي جدّا. عرضت بوينغ أول طائرة 787 عام 2007.

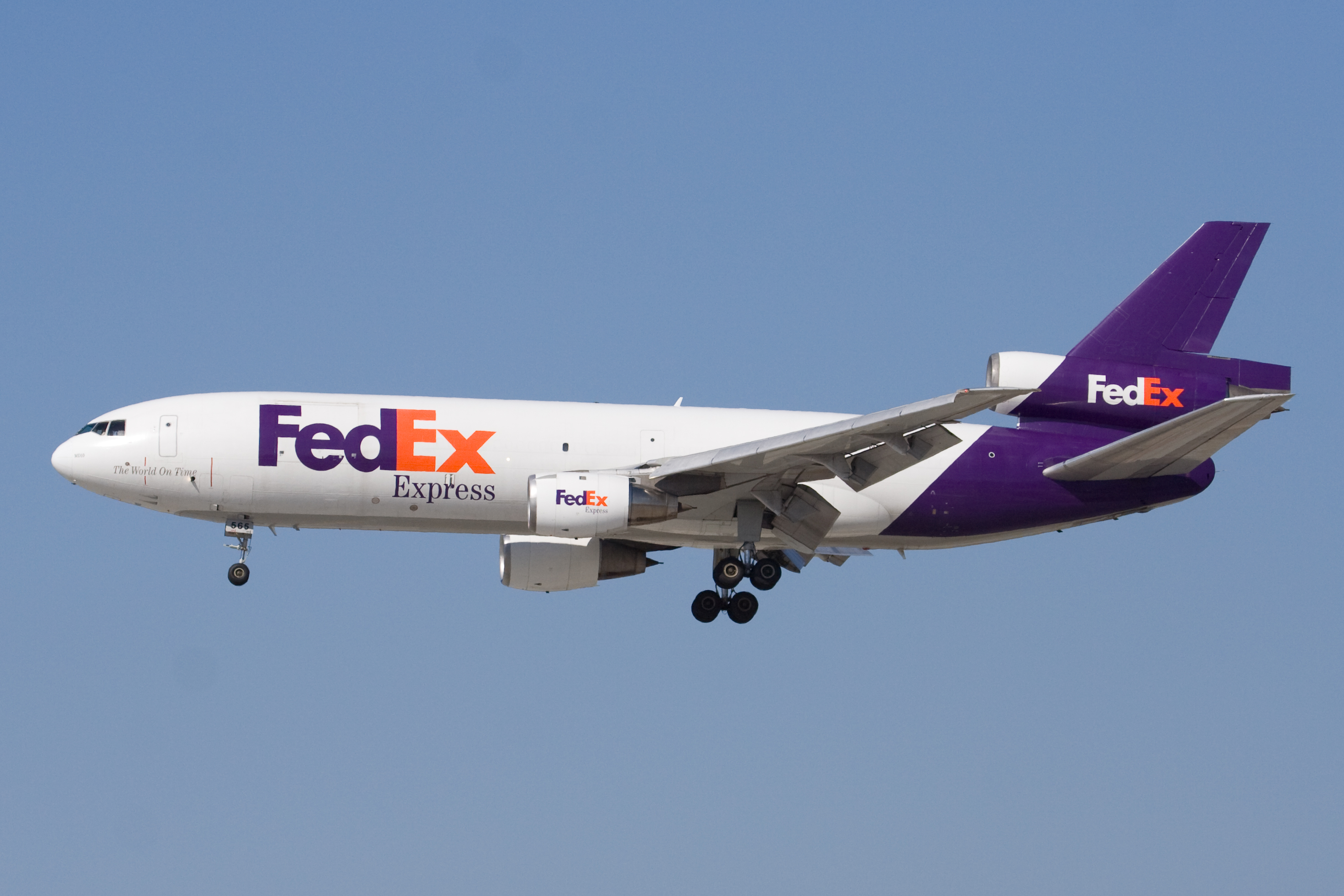
طائرة الشحن إم دي-10 تابعة لشركة فيديكس

### ماكدونال دوغلاس
- أم دي-11: طويل عريض 3 محركات نفاثة
- أم - دي 10: طويل عريض 3 محركات نفاثة
- إم دي-80: قصير ضيق 2 محركات نفاثة
- دي سي-9: متوسط ضيق 2 محركات نفاثة

## وصلات خارجية
- موقع شركة بوينغ في الشرق الأوسط.
- موقع شركة بوينغ (بالإنجليزية).